# یواس‌اس آستین (دی‌ئی-۱۵)
یواس‌اس آستین (دی‌ئی-۱۵) (به انگلیسی: USS Austin (DE-15)) یک کشتی بود که طول آن ۲۸۹ فوت ۵ اینچ (۸۸٫۲۱ متر) بود. این کشتی در سال ۱۹۴۲ ساخته شد.